# Walking in the Air
Walking in the Air (англ. Ті, що йдуть у повітрі) — сингл фінської групи Nightwish. Створений за оригінальною версією пісні до мультфільму The Snowman (The Snowman), який традиційно демонструється по телебаченню на Різдво. У 1998 Nightwish зробили кавер на цю пісню для свого альбому Oceanborn. Лірика і музика написана Говардом Блейком (Howard Blake). Крім цієї композиції на синглі присутні бонус-трек Nightquest з Oceanborn і пісня Tutankhamen з альбому Angels Fall First. Також цю пісню співає багато інших виконавців, таких як Angelis, Libera, Connie Talbot, Chloe, Joseph McManners, Aled Jones та інші.

## Список композиций
1. Walking in the Air (edit)
2. Nightquest
3. Tutankhamen

## Учасники запису
- Туомас Холопайнен — композитор, клавишні
- Емппу Вуорінен — гітара
- Юкка Невалайнен — ударні
- Тар'я Турунен — вокал
- Самі Вянскя — бас-гітара